# Louis Jordan
Louis Jordan (Brinkley, Arkansas, 8 de julho de 1908 - Los Angeles, 4 de fevereiro de 1975) foi um pioneiro americano de jazz, blues e rhythm & blues. Músico, compositor e líder de banda que teve uma enorme popularidade desde o final dos anos 1930 ao início dos anos 1950. Conhecido como "O Rei das Jukebox", vendeu mais de 4 milhões de singles. A revista Rolling Stone classificou-o no lugar 59º na sua lista dos 100 maiores artistas de todos os tempos, entrando em 21 janeiro de 1987 no Rock and Roll Hall of Fame e em 2005 no Arkansas Black Hall Fame.

## Visão geral
Louis Jordan foi um dos mais bem sucedidos músicos Afro-americanos do século XX, eles está no quinto lugar na lista dos artistas negros mais bem sucedidos já gravados de acordo com a revista Billboard. Embora os valores totais de vendas não estejam disponíveis, ele conseguiu pelo menos 4 milhões de vendas durante a sua carreira. Ele constantemente chegava ao topo das paradas R&B raciais, na época da segregação das rádios americanas e foi um dos primeiros artistas negros a conseguir uma popularidade significativa nas paradas brancas, chegando a ocupar todas as dez primeiras posições simultaneamente. Depois de Duke Ellington e Count Basie, Louis Jordan foi provavelmente o mais popular e bem sucedido líder de banda negro de sua época.
Jordan era um cantor talentoso e com um toque cómico, comandando a sua própria banda por mais de vinte anos. Ele fez duetos com alguns dos maiores cantores a solo da sua época, como Bing Crosby, Ella Fitzgerald e Louis Armstrong. Jordan também era um ator e uma grande celebridade de filmes raciais, ele apareceu em vários "soundies" (Uma das primeiras formas de video clipes), fez várias aparições em longas metragens e curtas, e estrelou dois Filmes musicais feitos especialmente para ele. Ele foi um instrumentista especializado em Saxofone alto, mas tocou todas as formas de instrumentos, comopiano e clarinete. Foi um compositor produtivo, muitas das música escritas por ele ou co-escritas se tornaram clássicos influentes da música do século XX.
Embora Jordan tivesse começado sua carreira em uma Big Band de swing jazz na década de 30, ele se tornou famoso como um dos principais profissionais, inovadores e divulgadores do "jump blues", um movimento híbrido de uma mistura de jazz, blues e boogie-woogie de meados dos anos 40. Normalmente com 5 integrantes, com uma união rítmica do piano, baixo e bateria (depois utilizada também a guitarra elétrica), Jordan também foi pioneiro na utilização de órgãos elétricos.
Com a sua dinâmica banda Tympany Five, Jordan definiu os principais parâmetros dos clássicos R&B, dos urban blues e do início do rock'n'roll, com uma série de disco de 78 rotações lançados pela Decca Records. Essas gravações preveriam muitos dos estilos que seriam populares nas décadas de 50 e 60, e exerceram uma enorme influência em muitos artistas desses géneros. Muitos de seus álbuns foram produzidos por Milt Gabler, que passou a aperfeiçoar e desenvolver as qualidades das gravações de Jordan em suas produções futuras com Bill Haley, incluindo "Rock Around the Clock".

## Infância e começo de carreira
Louis Thomas Jordan nasceu em Brinkley, Arkansas, onde seu pai, James Aaron Jordan, foi um professor de música local e ‘’bandleader’’ da Brinkley Brass Band e Rabbit Foot Minstrel. Sua mãe, Adell, morreu quando Jordan era ainda muito jovem.
Estudou música com o seu pai, começando a tocar clarinete com apenas 7 anos. Na sua juventude tocou com o seu pai em bandas, ao invés de fazer trabalhos agrícolas ou ir à escola. Jordan também tocou piano profissionalmente no início de sua carreira, mas foi o saxofone alto que se tornou o seu principal instrumento. No entanto, ele ficou mais conhecido como compositor e vocalista.
Jordan cursou a Faculdade no Colégio Batista em Arkansas, se formando em música. Após um período, com o Rabbit Foot Mintrels, tocou, com uma banda formada por seus colegas chamada Leon "Pee Wee" Whittaker, e com bandas locais, incluindo Bob Alexander's Harmony Kings, indo para norte, em seguida, para Filadélfia e Nova York. Em 1932, Jordan começou a tocar com a banda de Clarence Williams, e quando chegou na Filadélfia, tocou clarinete na banda de Charlie Gaines.
No final de 1936, foi convidado a participar da influente orquestra do Savoy Ballroom, liderada pelo baterista Chick Webb. Essa que era reconhecida como uma das melhores big bands daquele tempo, que derrotavam todos os desafiantes em competições de improvisação. Ele trabalhou com Webb até 1938, o que provou ser um passo vital para a sua carreira. Webb (que era deficiente físico) foi um bom músico, mas não um grande "showman", Jordan com seu carisma e talento, fez com que o público exigisse que ele se torna-se o novo leader da banda. Na mesma época a jovem Ella Fitzgerald estava começando a se destacar como vocalista feminina da banda, ela e Jordan fazem duetos várias vezes nos palco e mais tarde repetiriam a parceria em algumas gravações na época que já eram artistas conhecidos.
Em 1938, Jordan foi demitido por Webb por tentar convencer Fitzgerald e outros músicos para participarem na sua nova banda. Nessa época Webb já estava gravemente doente de uma tuberculose espinal, e acabou morrendo logo após em uma operação à medula espinal em 16 de junho de 1939 com 30 anos. Depois de sua morte, Ella Fitzgerald assumiu a banda.

## Carreira Solo
A primeira banda de Jordan, feita principalmente de membros da banda de Jesse Stone, originalmente com nove integrantes, acabou ficando somente com Jordan (sax, vocais), Courtney Williams (trompete), Lem Johnson (saxofone), Clarence Johnson (piano), Charlie Drayton (baixo) e Walter Martin (bateria). Foi essa formação que assinou com a gravadora inglesa Decca Records, em 20 de dezembro de 1938. Embora este grupo tenha sido chamado de  "The Elks Rendezvous Band", Jordan posteriormente mudou o nome para "The Tympany Five", devido ao fato de muitas vezes utilizar os tambores Martin Tympany nas gravações(A palavra "tympany" é também um antiquado coloquial termo que significa "inchado, inflado ou "Tímpano", mas historicamente separadas).
As diferentes formações do Tympany Five (que muitas vezes teve dois ou três integrantes extras) incluiu Bill Jennings e Carl Hogan na guitarra, renomado pianista-arranjador Wild Bill Davis, Bill Doggett, "Shadown" Wilson, Chris Columbus nos tambores e Dallas Bartley no baixo. Jordan tocou saxofone alto, saxofone tenor e barítono e foi a voz principal na maioria das músicas.
Na gravação seguinte, em março de 1939, gravaram músicas como "Keep A-Knockin" (originalmente gravado em 1920 e mais tarde regravado pelo Little Richard), e Doug the Jitterbug. Lem Johnson posteriormente deixou o grupo e foi substituído por Simon Stafford, em dezembro de 1939 e, em janeiro de 1940, foram produzido mais dois clássicos, "You’re My Meat "  e  "You Run Your Mouth and I'll Run My Business". Outros membros que passaram pela banda durante 1940 e 1941 incluíram o tenor Kenneth Hollon (que gravou com a Billie Holiday), o trompetista Freddie Webster (da banda Earl Hines) e que fez parte do nascente variedade de jazz em cena no Minton's Playhouse no Harlem, tendo influenciado músicos como Kenny Dorham, Miles Davis e John Coltrane.
Em 1941, Jordan assinou com a agência General Artists Corporation, que designou Berle Adams como o agente do Jordan. Adams garantiu um show no Chicago's Capitol Lounge, apoiando o Mills Brothers, revelando-se um importante avanço para a banda. O Capitol Lounge também fornece um notável sucesso para Jordan. Durante este contrato, o grupo foi pago pelo padrão do sindicato, ganhando US$70 por semana, US$35 para o Jordan e resto para dividir entra a banda. Somente sete anos mais tarde, ele bateria esse recorde, na temporada no Teatro Golden Gate, em San Francisco, no ano de 1948, ganhando mais de US$ 70 000 em apenas duas semanas.
Durante este período o baixista Henry Turner foi despedido e substituído por Dallas Bartley. Isto foi seguido por mais um importante contrato no Fox Head Tavern em Cedar Rapids, Iowa. No ambiente de trabalho mais flexível de Cedar Rapids, longe dos principais centros, a banda foi capaz de desenvolver o aspecto inovador do seu repertório e performance. Jordan mais tarde identificou o seu trabalho no Fox Head Tavern como o ponto de mudança na sua carreira, e foi também aí que ele descobriu várias canções que se tornaram alguns dos seus primeiros sucessos, incluindo "If It's Love You Want, Baby", "Ration Blues" e " Inflation Blues ".
Em abril de 1941,a Decca se dividiu em vários selos, cada selo com uma especialidade. A banda se transferiu para Serpia Séries, que era formada por músicos que conseguiam alcançar tanto o público branco quanto negro, se juntando a nomes como Delta Rhythm Boys, Nat King Cole Trio, Buddy Johnson e Jay McShann Band.
No final de 1941, o grupo regressou a Nova Iorque. A formação tinha mudado para Jordan, Bartley, Martin, o trompetista Eddie Roane e o pianista Thomas Arnold. Nas gravações de novembro do mesmo ano, foram feitos grandes sucessos de Jordan como "I'm Gonna Move to the Outskirts of Town" e "Knock me a kiss", este último se tornou uma importante música de jukebox, mas não chegou as paradas.
Em julho de 1942, enfrentou uma ação judicial por parte da Federação Americana dos Músicos',  declarando ter direito aos royalties para cada single vendido. Isso levou Jordan e muitos músicos de jazz a ficarem um ano fora dos estúdios, impedindo o movimento Bebop no seu auge. De volta, Jordan atingiu o 2º lugar na Billboard's Harlem Hit Parade, com o hit "I'm Gonna Leave You on the Outskirts of Town", uma resposta para si mesmo, indicando novos tempos. Seu próximo sucesso, "Gonna Get Drunk Again" chegou ao topo do Harlem Hit Parade, em dezembro de 1942.
O seu próximo grande sucesso foi  "Five Guys Named Moe", solidificando o ritmo dançante inspirado no R&B se tornando sua marca registrada. Esta mesma música que inspirou o nome de um longa-metragem e uma peça da Broadway anos depois, uma homenagem a Jordan.
Em finais de 1942, Jordan e a sua banda mudaram-se para Los Angeles, trabalhando em grandes eventos, e fazendo algumas escalas em San Diego. Foi em LA que Jordan começou a fazer "soundies", os primeiros precursores dos modernos video clipes. Decca foi uma das primeiras marcas a chegar a um acordo com a união dos músicos, e Jordan retornou as gravações em outubro de 1943.

## Os Anos 40
Na década de 1940,Jordan escreveu e compôs dezenas de canções, como  "Saturday Night Fish Fry", que é indiscutivelmente uma das primeiras gravações a incluir todos os elementos básicos do rock 'n' roll clássico  (obviamente, exercendo uma influência direta sobre o trabalho posterior de Bill Haley), e é certamente uma das primeiras(se não a primeira) canções populares amplamente a utilizar a palavra "rocking", e de uma característica inovadora, e mais tarde básica para o rock 'n' roll, de distorção e riffs para guitarra elétrica. Outros sucessos povoaram a lista de mais vendidos também, como  "Blue Light Boogie", o cômico clássico "Ain't Nobody Here but Us Chickens", "Buzz Me", "Choo Choo Ch'Boogie" e etc…
O seu maior sucesso foi "Caldonia", com os seus gritos energéticos, contaminava a sua banda e o público, havendo quem diga que Jordan cantava rápido o refrão "What make you ass so hot" (o que torna seu traseiro tão quente), em vez de dizer "What Makes your Big Head so hard" (o que torna sua grande cabeça tão dura) sendo uma maneira de driblar a grande censura da época. Eram comuns temas picantes nas músicas de Jordan,e para escapar da sociedade conservadora dos anos 40, disfarçava muito bem, como na música "Show me how to Milk the cow" (Ensina-me como tirar o leite da vaca). Muddy Waters também gravou uma versão de "Caldonia".

## O Rei do Jukebox
De 1942-1950,foi um período de segregação no rádio. Apesar disto Jordan foi capaz de chegar ao topo das paradas crossover (nome dado para hits populares que atingem o público de negros e brancos),com a música "is you is or is you ain’t my baby"  em 1944, graças em grande parte ao seu desempenho no filme da Universal Pictures "Follow the boys". Dois anos depois, a MGM teve seu personagem Tom cantando  "is you is or is you ain’t my" no famoso desenho "Tom & Jerry"  em um curta chamado "Solid Serenade".
Neste período Jordan dominou o cenário musical, chegando dezoito vezes ao 1º lugar das paradas de sucesso e mais de 54 vezes esteve nessa lista.
Jordan estrelou em uma série de curtas metragens musicais chamados "soundies" (concebidos para utilização em áudio-visual em jukeboxes), sendo um dos precursores do vídeo-clip.

## Declínio de popularidade e morte
Em 1951, Jordan formou, por pouco tempo, uma big band que incluía músicos como Pee Wee Moore e outros, porém nessa época as Big Band estavam saindo de moda, começando assim seu declínio comercial, mesmo voltando ao formato de sua antiga banda, o Tympany Five, depois de um ano. Na metade da década de 50, os álbuns de Jordan já não vendiam tão bem quanto antes e ele começou a trocar de gravadoras. Passando para Mercury Records, Jordan atualizou a sua música para o rock 'n' roll da época, com músicas como "Let the Good Times Roll" e "Salt Pork, West Virginia" que não entraram nas paradas. Após isso, no entanto, a popularidade da Jordan diminuiu e ele continuou gravando disco somente para um número pequeno de entusiastas. Ele raramente gravou algo após a década de 60.
Em outubro de 1974, Jordan sofre um ataque cardíaco em uma apresentação em Sparks,Nevada. Logo após em 4 de fevereiro de 1975, Jordan morre aos 66 anos, com um segundo ataque cardíaco em Los Angeles, Califórnia. Ele está enterrado no cemitério Mount Olive em St. Louis, Missouri, a cidade natal de sua esposa Martha.

## Casamentos
Acredita-se que Jordan tenha sido casado cinco vezes. Sua primeira esposa se chamava Julia ou Julie, mas em 1932 ele já estava casado com a cantora e dançarina texana Ida Fields. Após o divórcio com Fields, ele casou com a sua namorada de infância, Fleecie Moore, em 1942. O casamento foi problemático e de curta duração. Em duas ocasiões, Moore esfaqueou Jordan após discussões em casa, quase o matando na segunda vez. Embora ele tenha escrito quase todas as suas músicas, ele não se beneficiou muito financeiramente delas, pois Jordan botou o nome de Moore como co-compositora em alguns dos seus sucessos como "Caledonia" e "Let's Good Times Roll", com isto evitava um acordo de publicação já existente.  Após o divórcio, Moore reivindicou sua parte nos direitos autorais. Em 1951, casou-se com a dançarina Vicky Hayes, separando-se em 1960, e casando pela última vez com a cantora e também dançarina Martha Weaver, em 1966.

## Influência na música popular
Jordan é um dos vários artistas negros que são constantemente creditados como os criadores do rock and roll,ou pelo menos por contribuir para sua criação. Ele foi maior expoente do jump blues no pós-guerra, um dos protótipos do rock and roll, e ele preparou o caminho para artistas como Roy Brown, Wynonie Harris, Tiny Bradshaw e outros. E também influenciou fortemente Bill Haley & His Comets, cujo produtor, Milt Gabler, também já havia trabalhado com Jordan e tentou incorporar o estilo de Jordan na música de Haley. Como homenagem, Haley também regravou várias músicas de Jordan, como "Choo Choo Ch'Boogie" (no qual Gabler co-escreveu) e "Caldonia."
Entre os maiores fãs da Jordan estão Little Richard e Chuck Berry. Berry claramente inspirou sua abordagem musical na de Jordan, mudando as letras que falavam da vida cotidiana dos afro-americanos para a vida adolescente, e substituindo a temática de carros e garotas para a de Jordan que era: comida, bebidas, dinheiro e garotas. O guitarrista de Jordan, Carl Hogan, foi uma influencia direta no estilo de Berry, como pode ser ouvido no sucesso de 1946 "Ain't That Just Like A Woman"; o solo de uma única nota de Hogan na abertura da música foi plagiado praticamente nota por nota no seu icónico riff na abertura de "Johnny B. Goode". Jordan foi também uma influência óbvia e fundamental no artista britânico de jump blues Ray Ellington, no qual ficou famoso com sua aparição no The Goon Show.
James Brown também citou especificamente Jordan como uma grande influência, por causa de seu talento multi-facetado. No documentário de 2002 "Lenny Henry Hunts The Funk" Brown diz que Jordan o influenciou de todas as maneiras.
O estilo vocal de Jordan foi um importante precursor do rap. Faixas como, "Look Out" e "Saturday Night Fish Fry" eram cantadas de uma forma rimada e falada, semelhante ao rap atual.

## Filmografia
Além de cantar em muitos filmes, e aparecer em "Meet Miss Bobby Sox" e "Follow the Boys" ambos de 1944, Jordan estrelou vários filmes e fez 17 "soundies".

### Estrelando Jordan
- 1945-Caledonia
- 1946-Look out Sister
- 1947-Reet,Petite and Gone
- 1948-Beware

### Aparições em Filmes
- 1929-After Seven
- 1944-Follow The Boy
- 1944-Meet Miss Bobby Socks
- 1946-Swing Parede of 1946
- 1946-Ton & Jerry, episódio Solid Serenade"

### Documentário
- Louis Jordan and The Timpany Five

## Discografia

### Singles de sucesso
| Lançamento | Título                                                             | Paradas de Sucesso | Paradas de Sucesso | Notas |
| Lançamento | Título                                                             | US R&B/Race Charts | US Charts          | Notas |
| ---------- | ------------------------------------------------------------------ | ------------------ | ------------------ | --- |
| 1942       | "I'm Gonna Leave You on the Outskirts of Town"                     | 3                  |                    | |
| 1942       | "What's the Use of Getting Sober (When You Gonna Get Drunk Again)" | 1                  |                    | |
| 1943       | "The Chicks I Pick Are Slender and Tender and Tall"                | 10                 |                    | |
| 1943       | "Five Guys Named Moe"                                              | 3                  |                    | |
| 1943       | "That'll Just 'Bout Knock Me Out"                                  | 8                  |                    | |
| 1943       | "Ration Blues"                                                     | 1                  | 11                 | Primeiro sucesso "crossover" de Jordan, ou seja, atingiu tanto as paradas negras e brancas quando havia segregação racial nas radios americanas |
| 1944       | "G.I. Jive"                                                        | 1                  | 1                  | |
| 1944       | "Is You Is or Is You Ain't My Baby"                                | 3                  | 2                  | |
| 1945       | "Mop! Mop!"                                                        | 1                  |                    | |
| 1945       | "You Can't Get That No More"                                       | 2                  | 11                 | |
| 1945       | "Caldonia"                                                         | 1                  | 6                  | Renomeado para "Caldonia Boogie" para as parada dos Estados Unidos                                                                              |
| 1945       | "Somebody Done Changed the Lock on My Door"                        | 3                  |                    | |
| 1945       | "My Baby Said Yes"                                                 |                    | 14                 | Dueto com Bing Crosby |
| 1946       | "Buzz Me"                                                          | 1                  | 9                  | |
| 1946       | "Don't Worry 'Bout That Mule"                                      | 1                  |                    | |
| 1946       | "Salt Pork, West Virginia"                                         | 2                  |                    | |
| 1946       | "Reconversion Blues"                                               | 2                  |                    | |
| 1946       | "Beware (Brother, Beware)"                                         | 2                  | 20                 | |
| 1946       | "Don't Let the Sun Catch You Cryin'"                               | 3                  |                    | |
| 1946       | "Stone Cold Dead in the Market (He Had It Coming)"                 | 1                  | 7                  | Dueto com Ella Fitzgerald |
| 1946       | "Petootie Pie"                                                     | 3                  |                    | Dueto com Ella Fitzgerald |
| 1946       | "Choo Choo Ch'Boogie"                                              | 1                  | 7                  | |
| 1946       | "That Chick's Too Young to Fry"                                    | 3                  |                    | |
| 1946       | "Ain't That Just Like a Woman (They'll Do It Every Time)"          | 1                  | 17                 | |
| 1946       | "Ain't Nobody Here But Us Chickens"                                | 1                  | 6                  | |
| 1946       | "Let The Good Times Roll"                                          | 2                  |                    | |
| 1947       | "Texas and Pacific"                                                | 1                  | 20                 | |
| 1947       | "I Like 'Em Fat Like That"                                         | 5                  |                    | |
| 1947       | "Open the Door, Richard!"                                          | 2                  | 6                  | |
| 1947       | "Jack, You're Dead"                                                | 1                  | 21                 | |
| 1947       | "I Know What You're Puttin' Down"                                  | 3                  |                    | |
| 1947       | "Boogie Woogie Blue Plate"                                         | 1                  | 21                 | |
| 1947       | "Early in the Mornin'"                                             | 3                  |                    | |
| 1947       | "Look Out"                                                         | 5                  |                    | |
| 1948       | "Barnyard Boogie"                                                  | 2                  |                    | |
| 1948       | "How Long Must I Wait for You"                                     | 9                  |                    | |
| 1948       | "Reet, Petite and Gone"                                            | 4                  |                    | |
| 1948       | "Run Joe"                                                          | 1                  | 23                 | |
| 1948       | "All for the Love of Lil"                                          | 13                 |                    | |
| 1948       | "Pinetop's Boogie Woogie"                                          | 14                 |                    | |
| 1948       | "Don't Burn the Candle at Both Ends"                               | 4                  |                    | |
| 1948       | "We Can't Agree"                                                   | 14                 |                    | |
| 1948       | "Daddy-O"                                                          | 7                  |                    | Dueto com Martha Davis |
| 1948       | "Pettin' and Pokin'"                                               | 5                  |                    | |
| 1949       | "Roamin' Blues"                                                    | 10                 |                    | |
| 1949       | "You Broke Your Promise"                                           | 3                  |                    | |
| 1949       | "Cole Slaw (Sorghum Switch)"                                       | 7                  |                    | |
| 1949       | "Every Man to His Own Profession"                                  | 10                 |                    | |
| 1949       | "Baby, It's Cold Outside"                                          | 6                  | 9                  | Dueto com Ella Fitzgerald |
| 1949       | "Beans and Corn Bread"                                             | 1                  |                    | |
| 1949       | "Saturday Night Fish Fry (Partes 1 e 2)"                           | 1                  | 21                 | |
| 1950       | "School Days"                                                      | 5                  |                    | |
| 1950       | "Blue Light Boogie (Partes 1 e 2)"                                 | 1                  |                    | |
| 1950       | "I'll Never Be Free"                                               | 7                  |                    | Dueto com Ella Fitzgerald |
| 1950       | "Tamburitza Boogie"                                                | 10                 |                    | |
| 1951       | "Lemonade"                                                         | 5                  |                    | |
| 1951       | "Tear Drops from My Eyes"                                          | 4                  |                    | |
| 1951       | "Weak Minded Blues"                                                | 5                  |                    | |